# Walter Emil Kaegi
Walter Emil Kaegi, né le 8 novembre 1937 et mort le 24 février 2022, est un byzantiniste américain. Ses travaux portent principalement sur la première moitié de l’histoire byzantine, de la fondation de l’Empire à l’ère macédonienne et plus précisément sur son histoire militaire. Il a notamment analysé l’époque des invasions arabes qui marque un tournant dans l’évolution de l’Empire. Diplômé du Haverford College en 1959 puis d'un doctorat à l'université Harvard en 1965, il a longtemps été professeur à l'université de Chicago.

## Travaux
Le premier travail de Walter Emil Kaegi est l’ouvrage Byzantium and the Decline of Rome paru en 1970, dans lequel il revient sur la perception, en Orient, de la chute de l’Empire romain d’Occident. Il s’appuie pour cela sur les écrits de l’époque.
Dans Byzantine Military Unrest 471-843: An Interpretation, il livre une interprétation détaillée des révoltes militaires, courantes dans l’histoire politique byzantine. Il y voit la poursuite du phénomène romain des soulèvements contre le pouvoir impérial dès lors qu’il est perçu comme tyrannique ou incapable d’accomplir le bien commun.
Dans les années 2000, il a écrit plusieurs ouvrages sur l’impact des invasions musulmanes. Il a livré une biographie de l’empereur Héraclius dont le règne se situe exactement au moment des premières offensives musulmanes et analyse la manière dont le monde byzantin évolue à cette période. Dans son ouvrage Byzantium and the Early Islamic Conquests, il analyse la perception des invasions musulmanes au sein de l’élite byzantine et la manière dont elle a essayé d’y faire face. Il suit les évolutions militaires et décrit en détail la bataille décisive du Yarmouk. Il remet en cause le facteur religieux dans la rapidité de l’effondrement byzantin au Proche-Orient, alors que beaucoup de travaux ont mis en avant l’impact des dissensions croissantes entre les monophysites et Constantinople. Plus largement, il n’essaie pas forcément de trouver de causes exactes et uniques à cet effondrement mais d’en retracer la chronologie plus ou moins détaillée.
Il a poursuivi ses travaux avec Confronting Islam: Emperors versus Caliphs (641-c. 850). Il y détaille la politique impériale face aux assauts arabes et la manière dont ils ont assuré la défense de l’empire malgré la supériorité musulmane, jusqu’à être en mesure de contre-attaquer au IXe siècle. Il a aussi analysé plus précisément l’Afrique du Nord byzantine ainsi que la manière dont elle a cédé face aux assauts arabes (Muslim Expansion and Byzantine Collapse in North Africa paru en 2010). De même, il a rédigé le chapitre relatif à l’Égypte byzantine dans Cambridge History of Egypt.
Plus largement, ses travaux sur les invasions arabes et la résistance byzantine ont débouché sur des études sur la stratégie militaire byzantine.

## Ouvrages
- Byzantium and the Decline of Rome. Princeton, Princeton University Press, 1968.
- Byzantine Military Unrest 471-843: An Interpretation. Amsterdam & Las Palmas: A.M. Hakkert, 1981.
- Army, Society and Religion in Byzantium. Londres, Variorum Revised Editions & Reprints, 1982.
- Some Thoughts on Byzantine Military Strategy. Hellenic Studies Lecture for Ball State University. Brookline, MA.: Hellenic College Press, 1983.
- Byzantium and the Early Islamic Conquests. Cambridge, Eng.: Cambridge University Press, 1992. Paperback, 1995.
- Heraclius Emperor of Byzantium. Cambridge University Press (2003).
- Muslim Expansion and Byzantine Collapse in North Africa. Cambridge University Press (2010)